# 阿犬之方

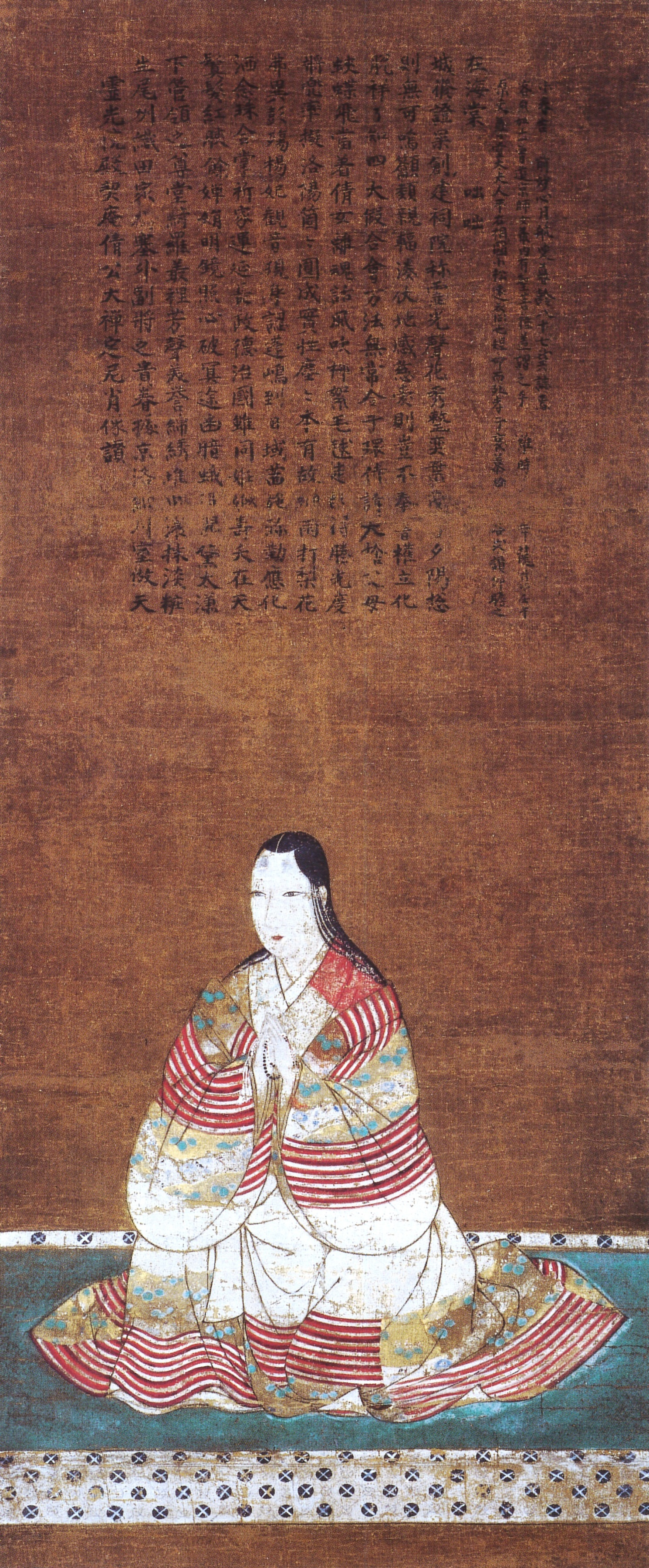
阿犬之方画像，龍安寺藏

阿犬之方（日语：／；？—1582年9月24日）是日本戰國時代女性。尾張國武將大名織田信秀的女兒。織田信長的妹妹，阿市之方的姐姐（有說法指是妹妹）。號大野殿、大野姬。法名是靈光院。

## 生平
最初嫁給尾張國大野城城主佐治信方並生下一成，不過信方在天正2年（1574年）戰死。此時收到兄長信長送予下京的地子錢。阿犬與姊妹阿市同樣受到信長的愛護。
在天正5年（1577年）再嫁給管領細川晴元嫡男、京兆家當主、山城國槙島城城主細川昭元。和昭元之間生下細川元勝、長女（秋田實季正室）、次女（前田利常正室珠姬的侍女）。在天正10年（1582年）死去。法名是靈光院。在京都龍安寺中有肖像畫流傳，在妙心寺第四十四世月航宗津的贊文中有描述阿犬有婦人之美的言語。傳說織田家有美貌的血統，阿犬和阿市同樣都是美女。